# Amines aliphatiques affections respiratoires (maladie professionnelle)
Cet article décrit les critères administratifs pour qu'une affection respiratoire provoquée par les amines aliphatiques soit reconnue comme maladie professionnelle.
Ce sujet relève du domaine de la législation sur la protection sociale et a un caractère davantage juridique que médical. Pour la description clinique de la maladie se reporter à l'article suivant :

## Législation enFrance

### Régime général
| Fiche Maladie professionnelle | Fiche Maladie professionnelle | Fiche Maladie professionnelle |
| Ce tableau définit les critères à prendre en compte pour qu'une affection respiratoire provoquée par les amines aliphatiques soit prise en charge au titre de la maladie professionnelle | Ce tableau définit les critères à prendre en compte pour qu'une affection respiratoire provoquée par les amines aliphatiques soit prise en charge au titre de la maladie professionnelle | Ce tableau définit les critères à prendre en compte pour qu'une affection respiratoire provoquée par les amines aliphatiques soit prise en charge au titre de la maladie professionnelle |
| Régime Général. Date de création : 11 février 2003 | Régime Général. Date de création : 11 février 2003 | Régime Général. Date de création : 11 février 2003 |
| Tableau no 49 bis RG | Tableau no 49 bis RG | Tableau no 49 bis RG |
| Affections respiratoires provoquées par les amines aliphatiques, les éthanolamines ou l’isophoronediamine                                                                                | Affections respiratoires provoquées par les amines aliphatiques, les éthanolamines ou l’isophoronediamine                                                                                | Affections respiratoires provoquées par les amines aliphatiques, les éthanolamines ou l’isophoronediamine                                                                                |
| --- | --- | --- |
| Désignation des Maladies | Délai de prise en charge | Liste indicative des principaux travaux susceptibles de provoquer ces maladies |
| Rhinite récidivant en cas de nouvelle exposition au risque confirmée par test. | 7 jours | Préparation, emploi et manipulation des amines aliphatiques, des éthanolamines ou de produits en contenant à l’état libre ou de l’isophoronadiamine.                                     |
| Asthme objectivé par explorations fonctionnelles respiratoires récidivant en cas de nouvelle exposition au risque ou confirmé par test.                                                  | 7 jours | |
| Date de mise à jour : | | |

## Sources spécifiques
- (fr) Tableau N° 49 Bis des maladies professionnelles du régime Général

## Sources générales
- (fr) Tableaux du régime Général sur le site de l’AIMT
- (fr) Tous les tableaux du régime Général
- (fr) Tous les tableaux du régime Agricole
- (fr) Guide des maladies professionnelles sur le site de l’INRS

## Autres liens
- (fr) Maladies à caractère professionnel

## Internationalisation
- (fr) Liste Européenne des maladies professionnelles
- (fr) Liste des maladies professionnelles au Sénégal
- (fr) Liste des maladies professionnelles en Tunisie